# Jainzental
Das Jainzental ist ein kleines Tal  bei Bad Ischl im Salzkammergut in Oberösterreich.

## Lage und Landschaft
Das Jainzental befindet sich nördlich des Ischler Stadtzentrums. Es stellt den Jainzenberg (834 m ü. A.), einen der Stadtberge, vom Stock der  Zimnitz (Leonsberg, 1745 m ü. A.) frei, sodass dieser einen Inselberg im Ischler Becken bildet. Nördlich davon erheben sich Graseck (928 m ü. A.) und Gstättenberg (916 m ü. A.), zwei Vorklapfe des Hochjoch (1315 m ü. A.) im Ostkamm der Zimnitz.
Das Tälchen erstreckt sich vom Stadtteil Jainzen, nordwestlich vom Zentrum an der Ischl (Ischler Ache) auf etwa 480 m gelegen, bis hinüber nach Roith, nordöstlich an der Traun. Es bildet einen Talpass mit 549 m ü. A. Höhe. Bei Jainzen geht der Saiherbach mit einem kleinen Zubringer vom Hochjoch zur Ischl, bei Roith der Jainzenbach (auch: Gstöttenbach) vom Graseck zur Traun, mit der Mündung auf etwa 460 m.

## Geschichte und Sehenswürdigkeiten
Das im Kern bis heute unbesiedelte Tal galt schon in der beginnenden Sommerfrische-Zeit im Salzkammergut als romantische Lokalität, hier entstanden einige Lustanlagen in der seinerzeit Jainzen-Ramsau genannten Flur am Taleingang, so Dolca’s Abendsitz, von der Prinzessin von Lubomirsky gestiftet, und der Weg hinauf zum Hohenzoller Wasserfall des Saiherbachs, dessen Name auf die Fürstin Hohenzollern-Hechingen zurückgeht, mit der Dachstein Ansicht des Hauptmanns von Stierle-Holzmeister.

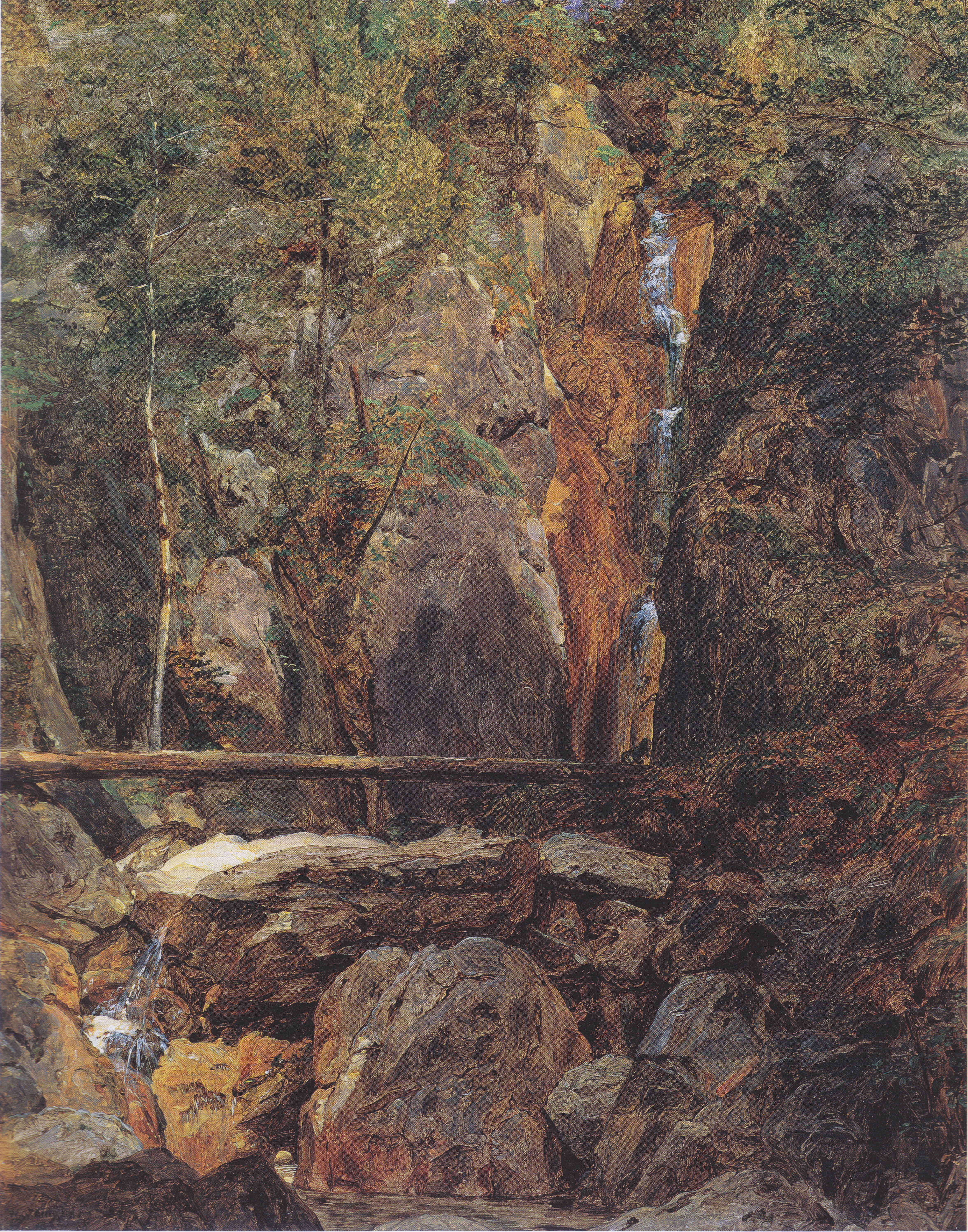
Rettenbachwildnis bei Ischl (Der Hohenzollern-Wasserfall im Jainzental), F.G. Waldmüller, 1832